# Konrad Scherber
Konrad Scherber (* 11. Februar 1886 in Mainz; † 12. April 1943 in Nürnberg) war ein deutscher Komponist.

## Leben und Werk
Konrad Scherber war 1907 bei der Gründung des Cabaret Fledermaus dessen musikalischer Leiter und Kapellmeister. Zudem komponierte er die Musik zur Musteroperette Der Petroleumkönig oder Donauzauber, die mehrfach sehr erfolgreich am Cabaret Fledermaus aufgeführt wurde. 1910 zog Konrad Scherber dann nach Berlin und arbeitete in ähnlichen Stellungen am Passage Theater und Lindencabarett. In den 1920er Jahren ging er wieder nach Wien und arbeitete als Programmredakteur bei Radio Wien, seit 1933 dann beim Bayerischen Rundfunk, wo er auch das hauseigene Funkorchester dirigierte.